# Helmut Barthel

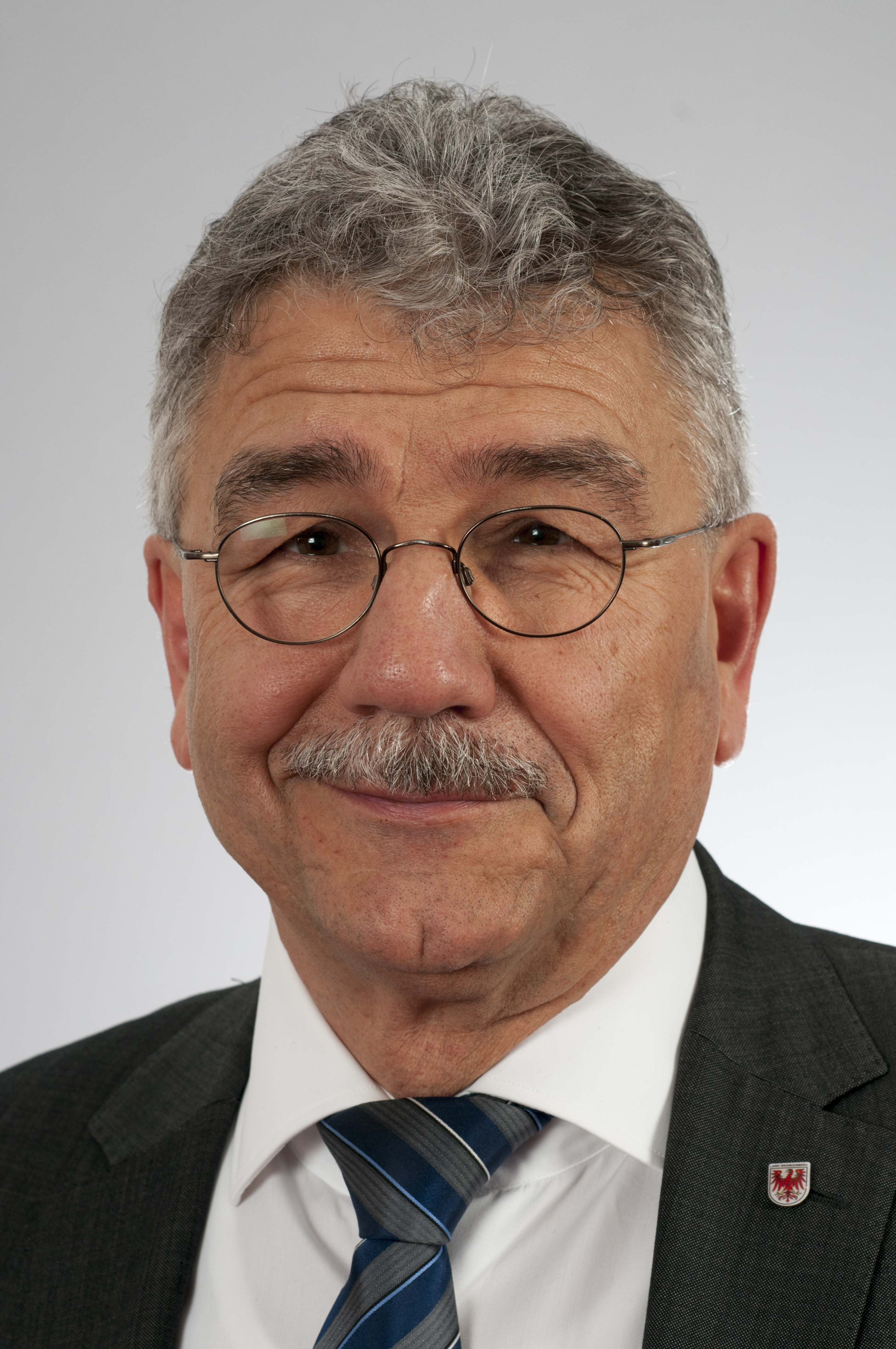
Helmut Barthel 2016

Helmut Barthel (* 22. Juli 1953 in Döbeln, Bezirk Leipzig, DDR) ist ein deutscher Politiker (SPD). Er war von 2014 bis 2024 Abgeordneter im Landtag Brandenburg.

## Leben
Helmut Barthel studierte nach dem Abitur von 1971 bis 1975 Chemie an der Universität Leipzig mit Abschluss als Diplomlehrer für Chemie und Biologie. Anschließend war er in seinem Beruf tätig. Nach der Wende wechselte er nach einer Weiterbildung in den Bereich Marketing und Kommunikation, seit 1992 mit einer eigenen Agentur.

## Politik
Barthel war von 1979 bis 1989 Mitglied der SED. Er trat 1999 der SPD bei und gehört seit 2009 der Gemeindevertretung von Großbeeren sowie dem Kreistag des Landkreises Teltow-Fläming an. Von 2014 bis 2019 war er Vorsitzender der SPD-Kreistagsfraktion.
Bei den Landtagswahlen in Brandenburg 2014 und 2019 gewann er jeweils das Direktmandat im Wahlkreis 23 (Teltow-Fläming I). Bei der Landtagswahl 2024 kandidierte er nicht erneut.